# Кафе дю Дом
Кафе дю Дом, также просто Дом (фр. Café du Dôme, Le Dôme — буквально «Купол») — кафе-ресторан в Париже, Франция. Место встреч парижской богемы, интеллектуалов, писателей, общественных и политических деятелей из разных стран в первой половине ХХ столетия. Открыто в 1898 году на углу бульвара Монпарнас и улицы Деламбр (фр. Rue Delambre). Ранее было отмечено звездой Мишлен.
Адрес: Le Dôme Cafe, 108 Boulevard Montparnasse, 75014 Paris.

## Общие сведения
Кафе рано завоевало популярность среди творческой молодёжи, молодых политиков левой ориентации, коллекционеров и торговцев произведениями искусства. Уже в 1900-х годах здесь собираются многочисленные, ожесточённо спорящие группы, как правило, из обитателей кварталов расположенного на западном берегу Сены Монпарнаса. Среди иностранцев кафе было наиболее посещаемо американцами, англичанами и русскими.
Кухня предлагала выбор блюд на любой бюджет. Для малообеспеченных клиентов были чашка кофе или стакан вина и к ним картошка-фри и сосиски. Более состоятельная публика могла заказать устрицы и изысканные рыбные блюда.
Фасад здания, в котором размещается Кафе дю Дом, оформлен в стиле модерн. В настоящее время кафе посещается многочисленными туристами, которых привлекает сюда не только знаменитая кухня, но и имена известных завсегдатаев, облюбовавших его в начале XX века.

## Постоянные посетители кафе
- Политики:

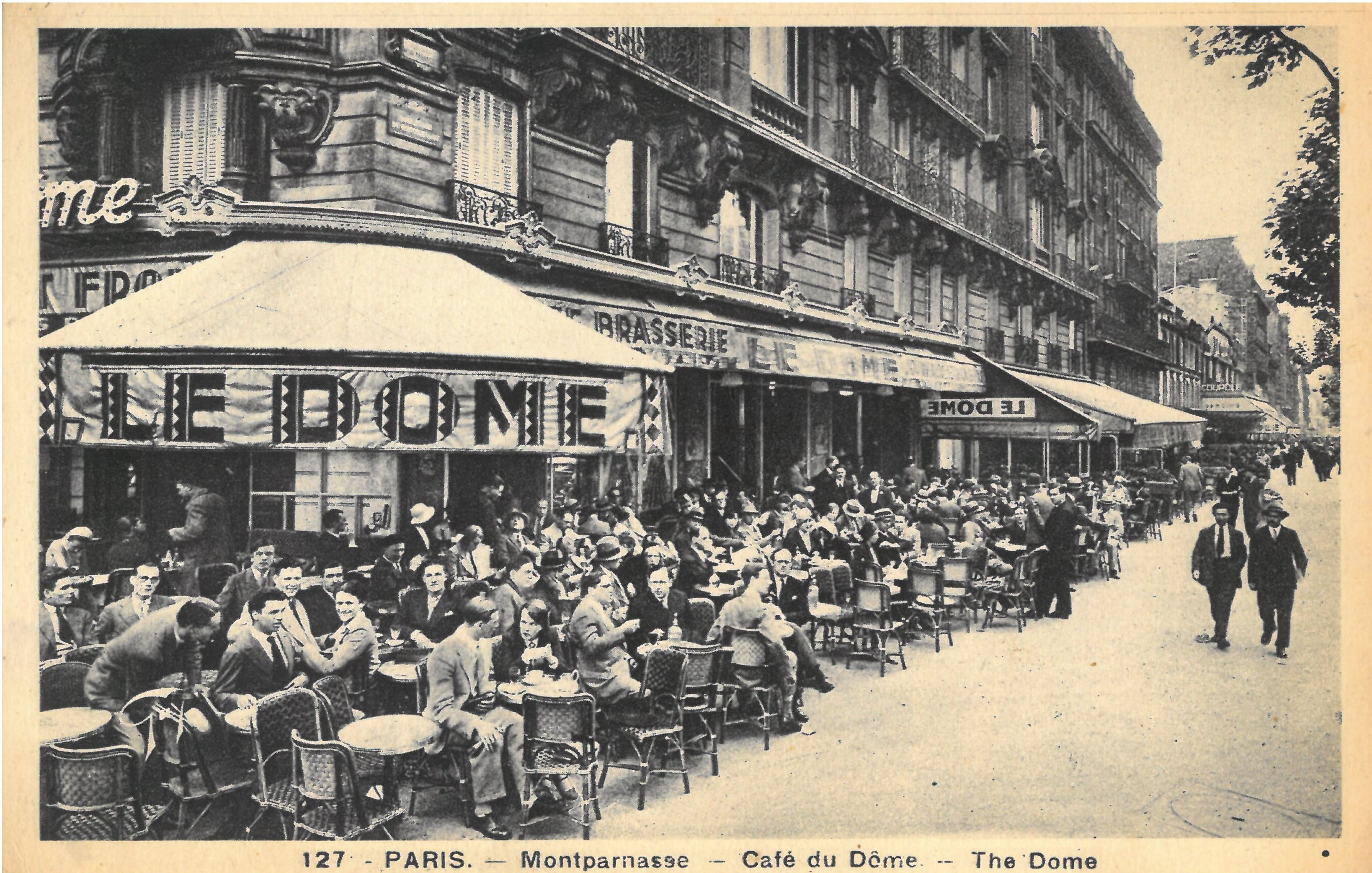
Кафе Дом в первой половине XX века

  - В. И. Ленин (1870—1924, Россия-СССР)
- Писатели и поэты:
  - Эрнест Хемингуэй (1899—1961, США)
  - Алистер Кроули (1875—1947, Великобритания)
  - Синклер Льюис (1885—1951, США)
  - Генри Миллер (1891—1980, США)
  - Эрих Мюзам (1878—1934, Германия)
  - Анаис Нин (1903—1977, Франция)
  - Эзра Паунд (1885—1972, США)
  - Джебран Халиль Джебран (1883—1931, Ливан)
- Художники, скульпторы и архитекторы:
  - Фридрих Алерс-Хестерман (1883—1973, Германия)
  - Ханнс Больц (1885-19918, Германия)
  - Хейнц Витте-Ленуар (1880—1961, Германия)
  - Ида Герхарди (1862-1927, Германия)
  - Поль Гоген (1848—1903, Франция)
  - Василий Кандинский (1866—1944, Россия)
  - Моисей Кислинг (1891—1953, Польша)
  - Рудольф Леви (1875—1944, Германия)
  - Адольф Лоз (1870—1930, Австрия)
  - Тадеуш Маковский (1882—1932, Польша)
  - Амедео Модильяни (1884—1920, Италия)
  - Франц Нёлкен (1884—1918, Германия)
  - Жюль Паскин (1885—1930, Болгария)
  - Пабло Пикассо (1881—1972, Испания-Франция)
  - Вальтер Розам (1883—1916, Германия)
  - Хаим Сутин (1893—1943, Россия-Франция)
  - Вильгельм Уде (1874—1947, Германия)
  - Отто Фрейндлих (1878—1943, Германия)
  - Юсеф Ховайек (1883—1962, Ливан)
  - Вил Ховард (1879—1945, Германия)
  - Ханс Хофман (1880-11966, Германия)
  - Цугухару Фудзита (1896—1968, Япония)
  - Макс Эрнст (1891—1976, Германия)
- Фотографы:
  - Ман Рэй (1890—1976, США)
  - Роберт Капа (1913—1954, Венгрия)
  - Анри Картье-Брессон (1908—2004, Франция)
  - Герда Таро (1910—1937, Германия)

## Галерея

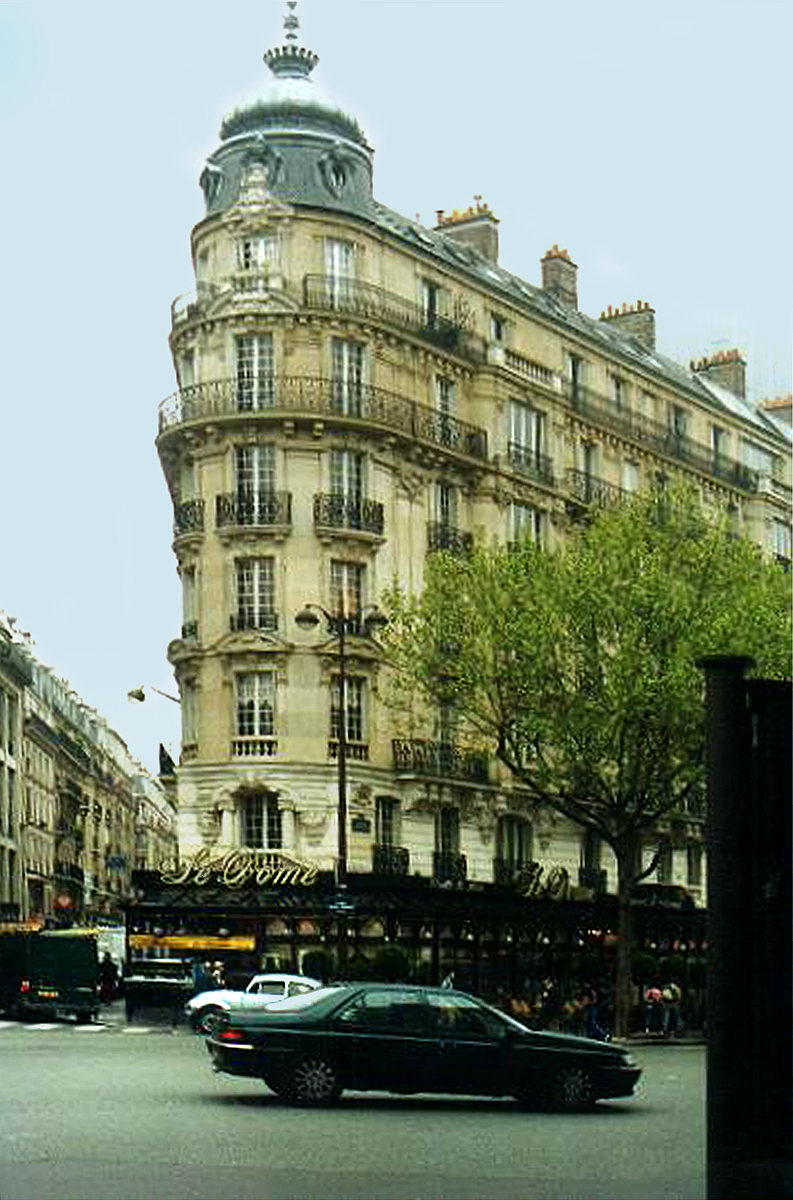
Café Du Dôme
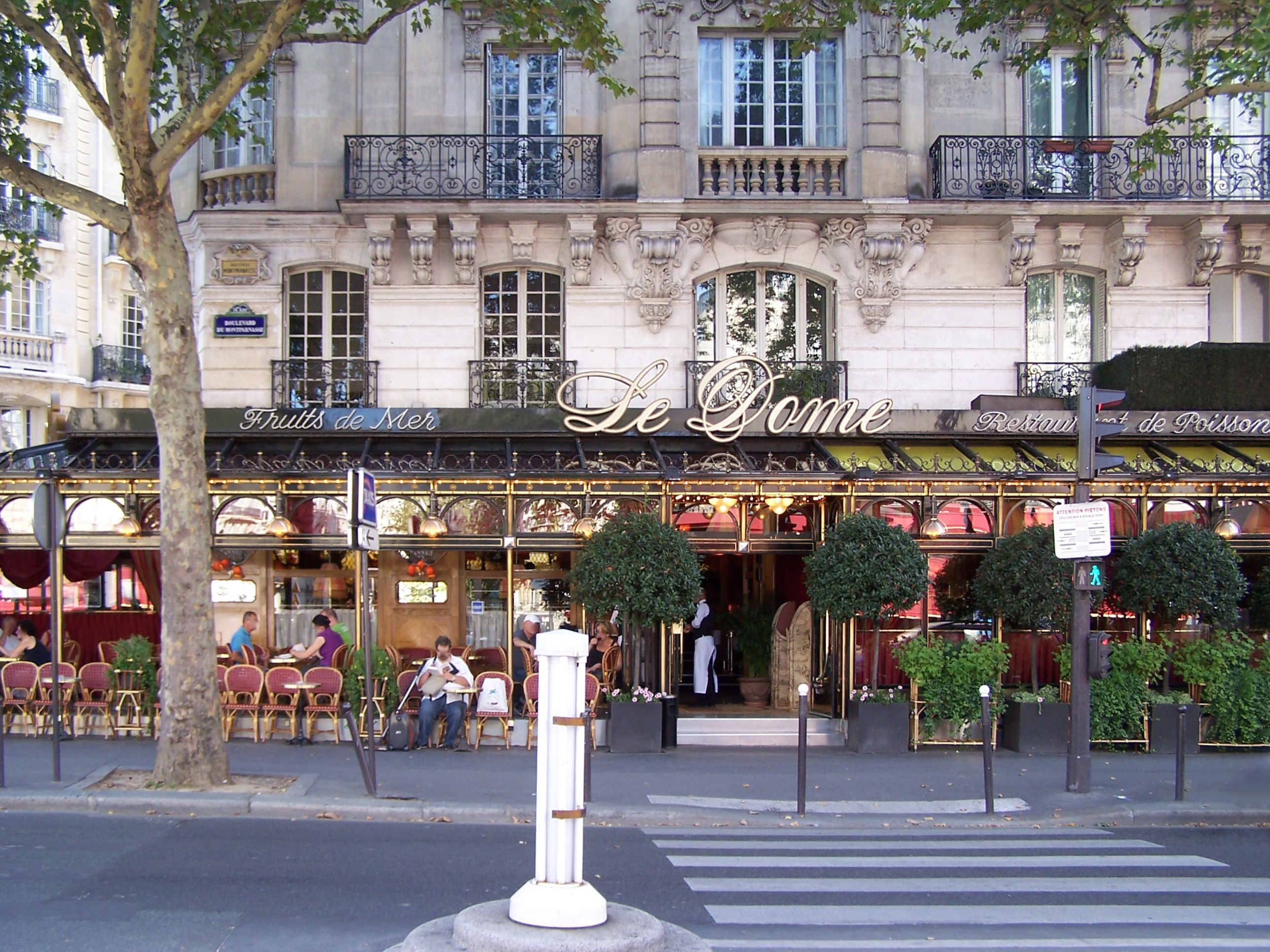
Кафе дю Дом
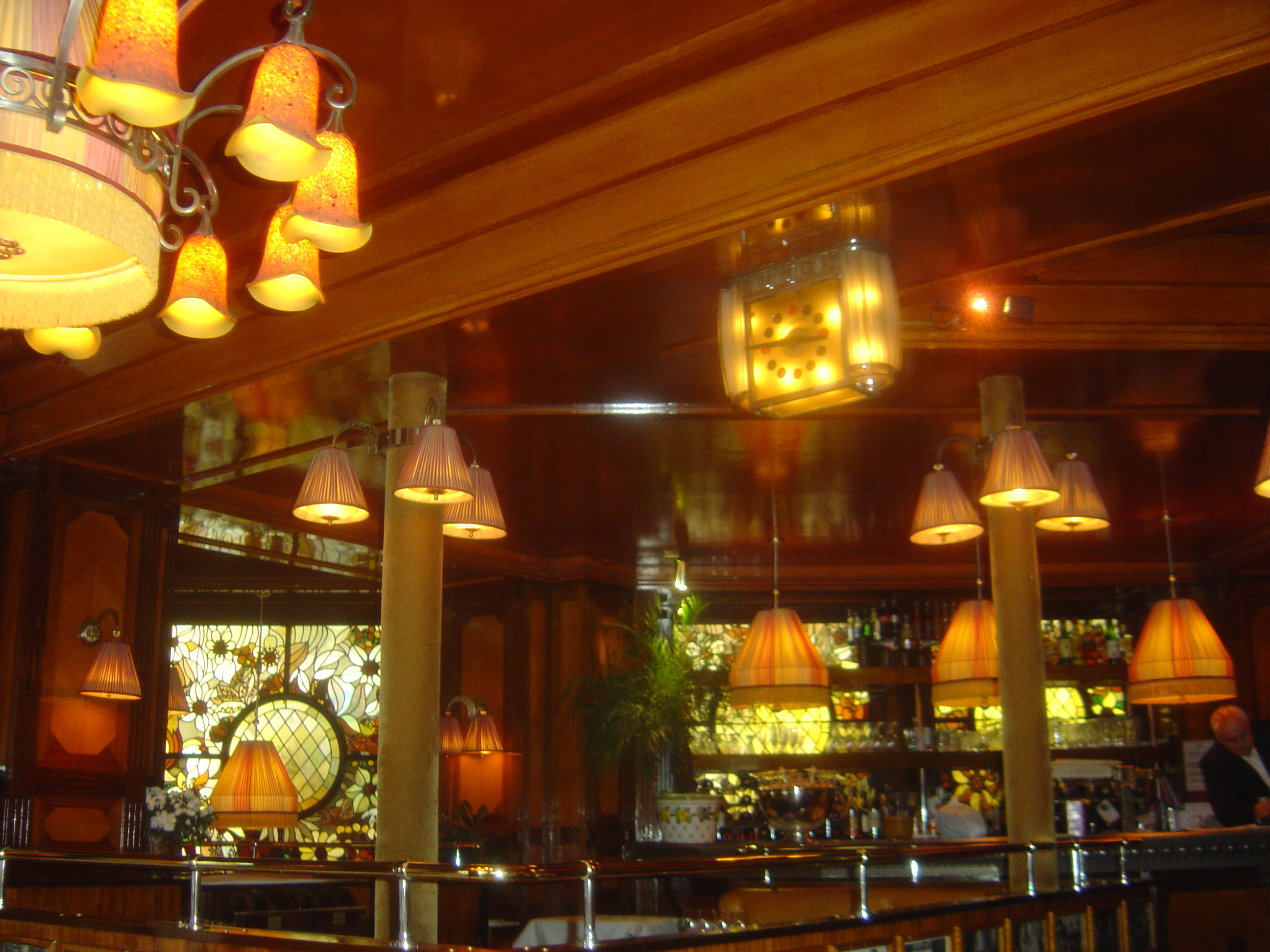
Интерьер кафе в стиле модерн
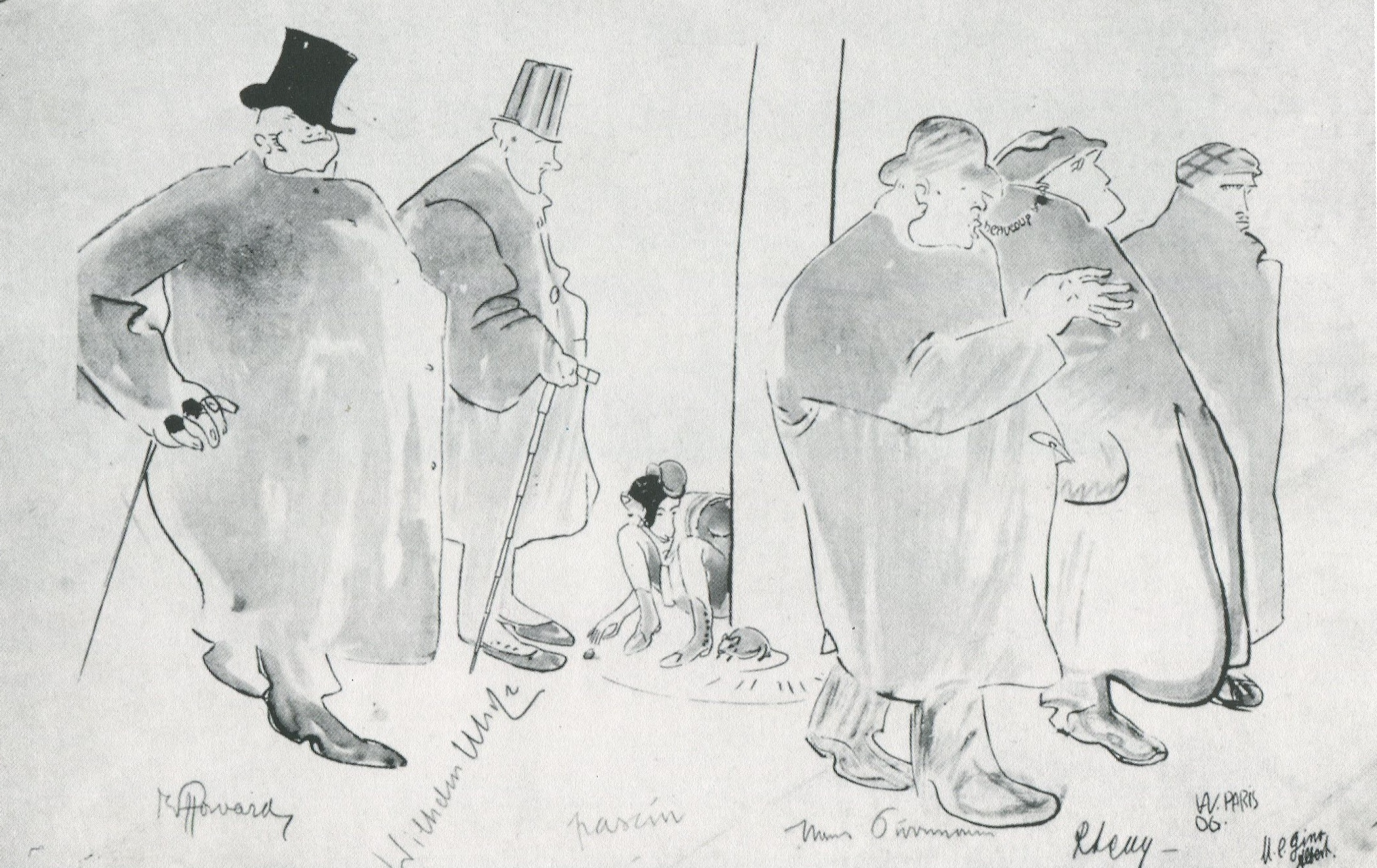
Альберт Вейсгербер. Художники в Кафе дю Дом. 1906
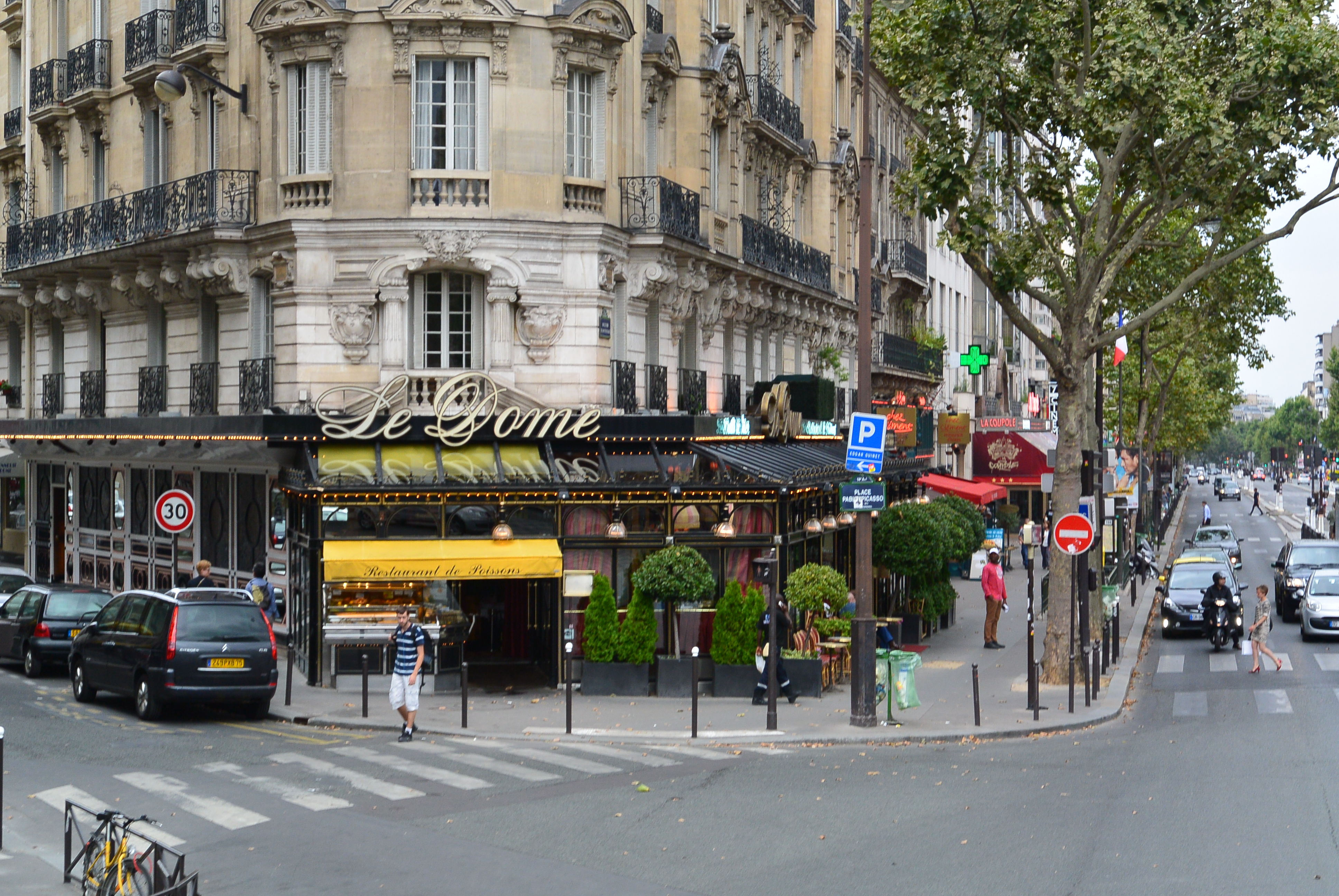
Кафе дю Дом, Монпарнас, Париж